# 常青街道 (长治市)
常青街道，是中华人民共和国山西省长治市潞州区下辖的一个乡镇级行政单位。

## 行政区划
截至2021年，常青街道下辖2个社区及6个行政村：
常宁社区、附城社区、南关村、长子门村、角沿村、紫坊村、邱村和西南关村。